# Karel Ruml
Ing. Karel Ruml (* 20. prosince 1948) je bývalý český hokejový útočník.

## Hokejová kariéra
V československé lize hrál za CHZ Litvínov. Nastoupil v 271 ligových utkáních, dal 61 gólů a měl 87 asistencí. Za reprezentaci Československa nastoupil v roce 1973 v 7 utkáních a dal 2 góly. S reprezentací Československa získal titul na Mistrovství Evropy juniorů v ledním hokeji 1968, kdy byl jmenován do all-stars turnaje. V nižších soutěži hrál i za Stadion Teplice.

## Klubové statistiky
| Sezona    | Klub         | Soutěž  | Základní část | Základní část | Základní část | Základní část | Základní část |
| Sezona    | Klub         | Soutěž  | Z             | G             | A             | B             | TM            |
| --------- | ------------ | ------- | ------------- | ------------- | ------------- | ------------- | ------------- |
| 1966/1967 | CHZ Litvínov | 1. liga | 14            | 4             | -             | -             | -             |
| 1967/1968 | CHZ Litvínov | 1. liga | 29            | 5             | 4             | 9             | -             |
| 1968/1969 | CHZ Litvínov | 1. liga | 36            | 4             | 15            | 19            | -             |
| 1969/1970 | CHZ Litvínov | 1. liga | 36            | 10            | 14            | 24            | -             |
| 1970/1971 | CHZ Litvínov | 1. liga | 34            | 13            | 10            | 23            | -             |
| 1971/1972 | CHZ Litvínov | 1. liga | 36            | 8             | 15            | 23            | -             |
| 1972/1973 | CHZ Litvínov | 1. liga | 36            | 5             | 15            | 20            | -             |
| 1973/1974 | CHZ Litvínov | 1. liga | 30            | 11            | 10            | 21            | -             |
| 1974/1975 | CHZ Litvínov | 1. liga | 4             | 0             | 0             | 0             | -             |
| 1975/1976 | CHZ Litvínov | 1. liga | 16            | 1             | 4             | 5             | -             |